# Angelo Zamboni
Angelo Zamboni (Verona, 31 ottobre 1895 – Verona, 1º febbraio 1939) è stato un pittore italiano.

## Biografia
Nasce a Verona il 31 ottobre 1895 da Amato e Rosa Tubini e dal 1910 al 1914 frequenta l'Accademia Cignaroli, dove da Carlo Donati apprende anche la tecnica dell'affresco.
Fin dagli esordi la sua personalità non passa inosservata, come testimoniano queste parole scritte su di lui: «Un ingegno prontissimo, sveglio, in continua fermentazione, una giovinezza fresca, robusta, entusiastica, fervida sempre. Uno dei componenti più caratteristici di quel cenacolo veronese che con tanta fattiva audacia si è imposto alle nostre attenzioni e che di giorno in giorno compie nuovi passi, dandoci prove luminose del suo lavoro paziente e tenace, soprattutto equilibrato, composto, serio».
Sono queste le prime parole scritte su Angelo Zamboni, allora ventiduenne.
A scriverle è Massimo Gaglione, nel profilo critico che dedica al pittore nel libro I giovani, edito a Caserta nel 1918.
Il cenacolo veronese cui si riferisce è quello di Lionello Fiumi, Eugenio Prati, Filippo Nereo Vignola, Ugo Zampieri. Già a quella data, dunque, la personalità di Angelo Zamboni pittore destava elogi e interesse critico anche al di fuori della sua città.
Le sue prime opere dimostrano subito una precoce apertura alle nuove esperienze delle secessioni di Vienna e Monaco, mediate attraverso il filtro di Ca' Pesaro e delle personalità più innovative che facevano parte del suo ambiente di incontri, tra i quali Barbantini, Casorati, Moggioli, Garbari, Trentini, Fiumi.
Nel 1911 rende luogo di vacanza Villa Augusta a Varese, insieme alla moglie Augusta Testoni. Il giardino è frutto delle scelte estetiche della Sig.ra Augusta, alla quale fu dedicato il complesso: viali curvilinei che delimitano aiuole irregolari, contornate da roccaglie tardo romantiche di pietra spugna dell’Olona, aree prative con esemplari arborei e arbustivi le cui dimensioni rispecchiano le diverse epoche di impianto. La villa è in posizione di rilievo rispetto al giardino, dove i diversi livelli sono collegati da numerose scalinate. Sono presenti numerosi alberi maestosi, fra i quali due cedri d’Atlante monumentali contornanti un gazebo in stile neoclassico, un gruppo di faggi purpurei, un monumentale esemplare di quercia da sughero, conifere, filari di tigli e di platani.
Angelo Zamboni, malgrado il fisico gracile, partecipa con onore alla prima guerra mondiale.
Negli anni immediatamente successivi frequenta gli ambienti giornalistici della città, come capo redattore de L'Adige, e i circoli letterari e musicali.
Dal 1916 al 1925 opera nello studio sopra a quello di Guido Trentini, sulle scalette tra il Teatro Romano e Castel San Pietro: a questo studio fanno capo anche Felice Casorati, Eugenio Prati, Baldassarre Longoni, Orazio Pigato e Pino Casarini.
Nel 1918 partecipa alla mostra Pro assistenza civica a Palazzo Pompei, allora Museo Civico di Verona, e la stampa locale fa più volte riferimento a lui e a Orazio Pigato come a "pittori futuristi".
Nel 1919 partecipa a numerose esposizioni, tra le quali l'Esposizione Cispadana Belle Arti degli artisti soldati e congedati alla Gran Guardia di Verona e l'Esposizione di Ca' Pesaro a Venezia, con Teodoro Wolf Ferrari, Gino Rossi, Vittorio Zecchini, Pio Semeghini, Felice Casorati, Guido Trentini.
Nel 1920 espone per la prima volta alla biennale di Venezia, cui sarà presente sempre fino al 1936.
Nel 1921 riprendono le mostre biennali della Società di Belle Arti di Verona, alle quali parteciperà con continuità, come a tutte le collettive cittadine. Nello stesso anno viene invitato alla 1ª mostra regionale d'arte a Treviso ed esegue gli affreschi della Cappella dei Caduti nella chiesa parrocchiale di Sommacampagna, testimonianza importante della sua attività di frescante, che svolgerà per tutta la sua vita a Verona e in varie località del Veneto, tra cui Padova e Venezia.
Nel 1925 sposa Teresa Abati, sorella di Bruno, suo amico e compagno di imprese alpinistiche e musicali. L'amore per la musica lo accomuna a Teresa, e insieme assistono ai concerti degli Amici della Musica, per i quali disegna la tessera. I concerti si tengono nella sala da lui decorata con Casarini in Castelvecchio, dove Antonio Avena porta a termine la costituzione del nuovo Museo Civico di Verona. Il luogo, distrutto dai bombardamenti del 4 gennaio 1945, è l'attuale sala poi dedicata a Umberto Boggian.
In questa sala, a lui così cara, il Museo di Castelvecchio gli ha ordinato un'importante personale, Angelo Zamboni Pittore Veronese 1895/1939 (giugno - agosto 1985). Si deve anche al matrimonio se dal 1925 la vita di casa diventa un altro tema ricorrente della sua pittura, con i vasi di fiori, gli oggetti e i libri che ci raccontano la sua realtà privata, insieme con i ritratti dei figli e della moglie, che diventano anche protagonisti di molti affreschi.
Nel 1925 e nel 1926, oltre alla biennale, partecipa alle esposizioni della Bevilacqua la Masa a Venezia, alle cui edizioni sarà sempre presente fino al 1932.
Nel 1927 prende in affitto per le vacanze della famiglia una casa a Romagnano (Grezzana), ed è l'inizio di un amore per questo piccolo antico borgo della Valpantena, fonte infinita di ispirazione per i paesaggi che dipingerà negli anni successivi e dove, nell'estate del 1938, affrescherà la volta presbiteriale dell'altare maggiore della chiesa parrocchiale. Di questa fase scrive tra l'altro il critico Giuseppe Marchiori: «Zamboni vuole esprimere con semplicità l'amore per la sua terra veronese, in un distacco serenamente contemplativo. Spesso egli raggiunge una rara freschezza di vedute. La sua fantasia era popolata di immagini definite». Gli scrive a sua volta il pittore nel 1931: «Il controllo del vero non mi serve più, ora ci si può abbandonare ad un istinto più lirico, senza cadere nel pericolo di un simbolismo arbitrario».
Nel 1931 organizza con Farina, Pigato e Vitturi un'importante esposizione alla Galleria Del Milione di Milano. Le opere esposte sono poco meno di un centinaio e suscitano un'ottima impressione nel pubblico e nella critica, con una forte ascesa della pittura veronese a livello nazionale.
Dal 1936, durante le vacanze estive a Viserba (Rimini), inizia a dipingere la serie delle marine e spiagge romagnole, che rappresentano la parte più nutrita e significativa della sua attività di quegli anni. Proprio una di queste marine, “Scende la sera”, è forse l'ultimo suo dipinto.
Angelo Zamboni si spegne il 1º febbraio 1939, ad appena 43 anni.
Pochi mesi dopo, alcuni suoi quadri vengono esposti alla Terza quadriennale d'arte nazionale a Roma, mentre alla Gran Guardia di Verona si svolge una sua retrospettiva in una sala dedicata all'interno della V mostra provinciale sindacale d'arte.
A ricordarlo rimangono oggi i quadri e gli affreschi, anche se di questi molti sono andati distrutti o fortemente deteriorati nel tempo. Tra quelli ancora visibili ricordiamo la Cappella dei Caduti nella parrocchiale di Sommacampagna, la Villa Rossa di Grezzana, i quattro Evangelisti nella basilica dei Santi Giovanni e Paolo e Venezia, le facciate di Palazzo Sacerdoti a Padova, le chiese di San Rocco a Lendinara (Rovigo) e della Madonna del Pianto all'istituto Provolo di Verona, la volta presbiteriale della chiesa di Romagnano. Tra i lavori di arte sacra realizza anche il trittico tuttora presente nell'abbazia di Follina (Treviso).
Numerose sono state anche le mostre e le partecipazioni postume che ne hanno tenuto viva la memoria:
- Angelo Zamboni, centro artistico San Babila, Milano, 1940;
- 2ª esposizione dei primi espositori di Ca' Pesaro 1920-1928, Ca' Pesaro, Venezia, 1946;
- Mostra di due secoli di pittura 1750-1950, Accademia di Belle Arti Cignaroli, Verona, 1950;
- Angelo Zamboni, Società di Belle Arti, Verona. 1956,;
- Arte Moderna in Italia 1915-1937, Palazzo Strozzi, Firenze, 1967;
- Angelo Zamboni, Circle Gallery, Londra, 1970;
- Verona Anni Venti, Palazzo della Gran Guardia, Verona, 1971;
- Angelo Zamboni Pittore Veronese 1895/1939, Museo di Castelvecchio, Verona, 1985;
- Venezia gli anni di Ca' Pesaro, 1908 - 1920, ala napoleonica del Museo Correr, Venezia, 1967;
- Angelo Zamboni, Società Belle Arti, Verona, 1995;
- Angelo Zamboni - veronalainen, Museo di arte contemporanea di Rijmaki (Helsinki), 1996;
- Angelo Zamboni Paesaggi Spaesaggi, Accademia Officina d'Arte, Verona, 2000.

## Esposizioni
Fu presente nel 1931 alla prima Quadriennale di Roma ed espose alle Biennali veneziane del 1920, 1922 e 1930; nell'edizione del 1925 fece invece parte della commissione di accettazione.

## Opere in musei e collezioni
Un suo Ritratto di Ada Bertoldi, esposto alla Biennale del 1920, appartiene alle collezioni d'arte del Banco Popolare.